# Auxa rufoflava
Auxa rufoflava är en skalbaggsart som beskrevs av Stefan von Breuning 1971. Auxa rufoflava ingår i släktet Auxa och familjen långhorningar.
Artens utbredningsområde är Madagaskar. Inga underarter finns listade.